# Saint-Martin-de-Gurson
Saint-Martin-de-Gurson (okzitanisch Sent Martin de Gurçon) ist eine südwestfranzösische Gemeinde mit 637 Einwohnern (Stand 1. Januar 2022) im Département Dordogne in der Region Nouvelle-Aquitaine.

## Lage
Saint-Martin-de-Gurson liegt in einer Höhe von etwa 75 Metern ü. d. M. im äußersten Westen des Départements Dordogne. Die nächstgelegene größere Stadt ist das etwa 36 Kilometer (Fahrtstrecke) südöstlich gelegene Bergerac, der Hauptort des Arrondissements; das regionale Zentrum Saint-Méard-de-Gurçon befindet sich etwa neun Kilometer südöstlich.

## Bevölkerungsentwicklung
| Jahr      | 1962 | 1968 | 1975 | 1982 | 1990 | 1999 | 2006 | 2017 |
| Einwohner | 604  | 537  | 480  | 526  | 559  | 555  | 553  | 666  |

Im 19. Jahrhundert hatte die Gemeinde konstant zwischen 700 und 950 Einwohner. Infolge der Reblauskrise im Weinbau und der zunehmenden Mechanisierung der Landwirtschaft ging die Einwohnerzahl seitdem bis auf die Tiefststände in den 1970er Jahren zurück.

## Wirtschaft
In früheren Zeiten lebten die Einwohner der Gemeinde als Selbstversorger von der Landwirtschaft, zu der auch der Weinbau und ein wenig Viehwirtschaft gehörten. Die Vermietung von Ferienwohnungen (gîtes) spielt heute eine wichtige Rolle im wirtschaftlichen Leben der Gemeinde.

## Geschichte
Die romanische Kirche lässt auf eine Besiedlung des Ortes spätestens seit dem Mittelalter schließen. Im 15. Jahrhundert gehörte der Ort zur Grundherrschaft (seigneurie) der Grafen von Foix-Grailly, deren Wappen den wesentlichen Bestandteil des heutigen Ortswappens bildet.

## Sehenswürdigkeiten
Die Pfarrkirche Saint-Martin ist ein romanischer Bau des 12. Jahrhunderts, dessen imposante Fassade unübersehbare Anklänge an die Architektur der nordwestlich gelegenen Kulturlandschaften der Charente und der Saintonge hat: Die nach einem Triumphbogenschema gestaltete Portalzone besteht aus einem mittleren Archivoltenportal und zwei seitlichen Blendportalen; die darüber befindliche siebenbogige Arkadenzone (mit Mittelfenster) schließt mit einem Konsolenfries ab und das Giebelfeld bleibt – wie üblich – schmucklos. Das einschiffige Langhaus ist tonnengewölbt; die Vierung ist von einer Kuppel überspannt und die Apsis zeigt die übliche Kalottenwölbung. Das Glockengeschoss des Vierungsturms ist – anders als der untere Teil – aus Bruchsteinen gemauert; die Schallöffnungen sind schmucklos. Der Kirchenbau wurde bereits im Jahr 1912 als Monument historique anerkannt.